# 劉照乙
劉照乙（1846年3月30日—？年），派名克平，字泰階，號藜菴，民籍，行三。四川順慶府鄰水縣袁市人，光緒十一年乙酉科拔貢（1885年），原任酉陽州學正。